# Anatoly Lagetko
Anatoly Lagetko est un boxeur soviétique né le 6 novembre 1936 à Tokmak, Ukraine, et mort le 13 août 2006 à Rostov, Russie.

## Carrière
Il participe aux Jeux olympiques d'été de 1956 en combattant dans la catégorie des poids légers et remporte la médaille de bronze.

### Parcours auxJeux olympiques
Jeux olympiques d'été de 1956 à Melbourne (poids légers) :
- Bat Francisco Núñez (Argentine) aux points
- Bat Toshihito Ishimaru (Japon) aux points
- Bat Ed Beattie (Canada) aux points
- Perd contre Richard McTaggart (Grande-Bretagne) aux points